# Hotaka
Hotaka (穂高町?, Hotaka-machi) (穂高町 Hotaka-machi?) era una città giapponese della prefettura di Nagano.

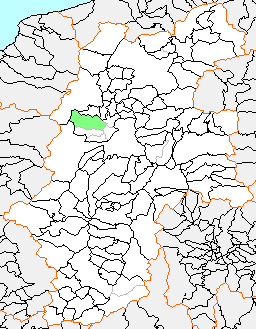
Mappa di Hotaka, Prefettura di Nagano

Dal 1º ottobre 2015, Hotaka, insieme alla città di Akashina del distretto di Higashichikuma, e le città e i villaggi di Horigane, Misato e Toyoshina (tutte del soppresso distretto di Minamiazumi) si sono fuse insieme per formare la nuova città di Azumino.
Nel 2003, la città aveva una popolazione di 31 980 abitanti con una densità di 219,91 persone per km². L'area totale era di 145,42 km².